# Kristoffer Jakobsen
Per Roland Kristoffer Jakobsen (Boden, 9 de septiembre de 1994) es un deportista sueco que compite en esquí alpino, especialista en la modalidad de eslalon.
Ganó dos medallas en el Campeonato Mundial de Esquí Alpino, en los años 2021 y 2025, ambas en la prueba de equipo mixto. En la Copa del Mundo consiguió cuatro podios en total.
Participó en dos Juegos Olímpicos de Invierno, en los años 2018 y 2022, ocupando el séptimo lugar en Pyeongchang 2018, en el eslalon.

## Palmarés internacional
| Campeonato Mundial | Campeonato Mundial         | Campeonato Mundial | Campeonato Mundial |
| Año                | Lugar                      | Medalla            | Prueba             |
| ------------------ | -------------------------- | ------------------ | ------------------ |
| 2021               | Cortina d'Ampezzo (Italia) | Medalla de plata   | Equipo mixto       |
| 2025               | Saalbach (Austria)         | Medalla de bronce  | Equipo mixto       |